# Gardena elkinsi
Gardena elkinsi är en insektsart som beskrevs av Peter Wolfgang Wygodzinsky 1966. Gardena elkinsi ingår i släktet Gardena och familjen rovskinnbaggar. Inga underarter finns listade i Catalogue of Life.